# La gazza
La gazza (La pie) è un dipinto del pittore francese Claude Monet, realizzato nel 1868–1869 e conservato al Musée d'Orsay di Parigi.

## Descrizione

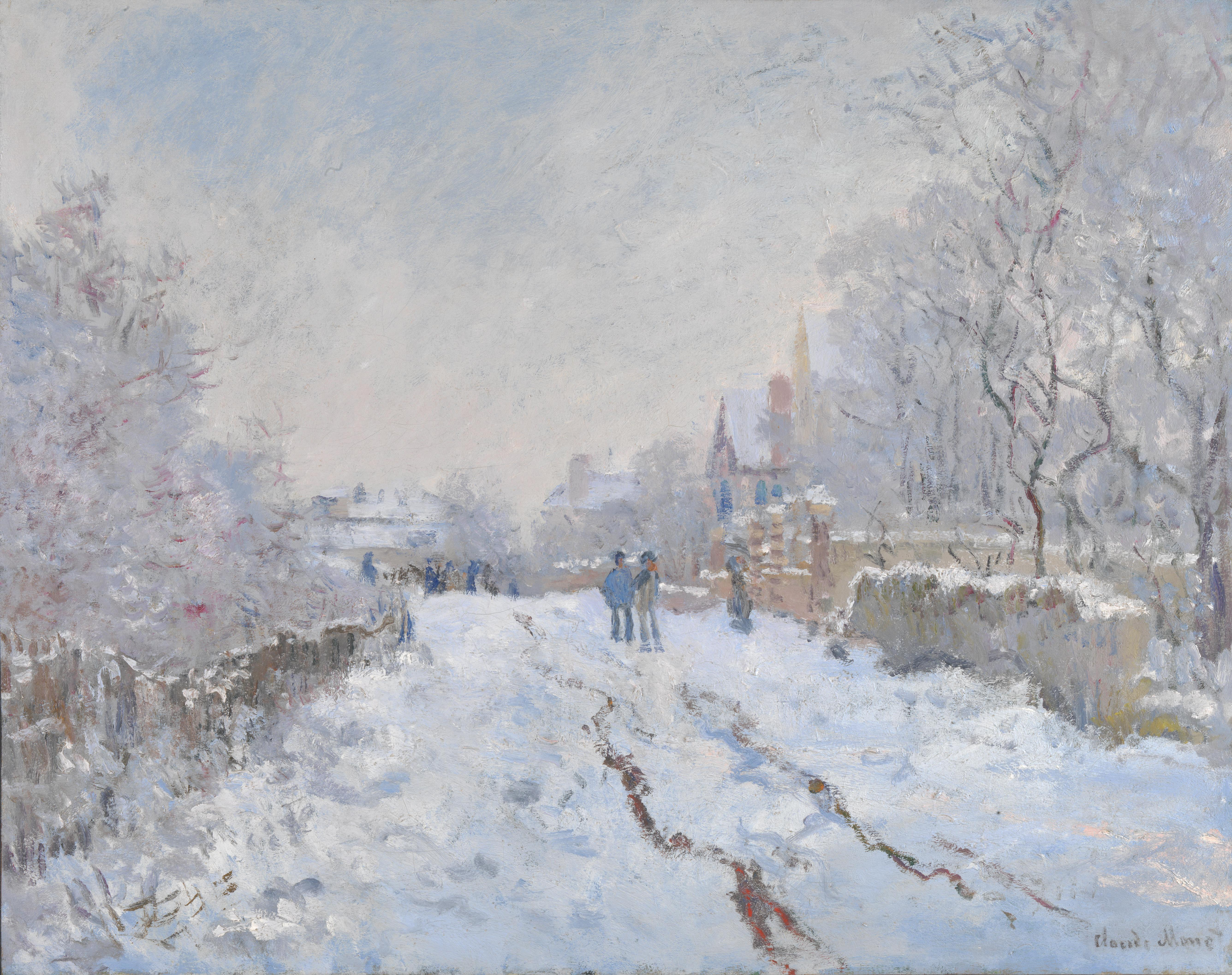
Claude Monet, Scena nevosa ad Argenteuil (1875); olio su tela, 71.1x91.4 cm, National Gallery, Londra

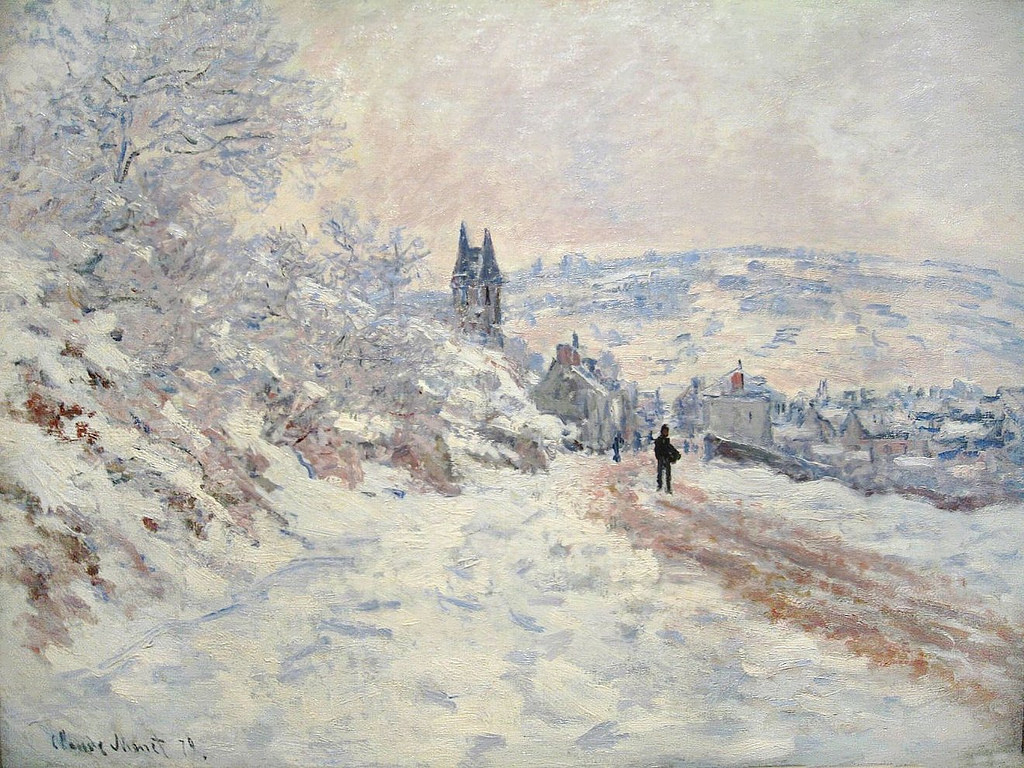
Claude Monet, La strada per Vétheuil, effetto neve (1879), olio su tela

La freschezza della pittura impressionista recò refrigerio a gente avvezza alle serre calde e sterili dell'art pompier. Fu a partire da Monet, infatti, che l'arte iniziò a rifuggire dall'artificiosità degli atelier e dei temi storici e mitologici, preferendo piuttosto captare l'azione dei raggi luminosi sulla materia, riproducendone sulla tela, con l'uso del colore applicato per mezzo di rapidi tocchi virgolati, il brulicante scintillio. Di questa irrefrenabile raccolta di energie e frasi luminose della natura operata da Monet La gazza - olio su tela realizzato nel 1868-1869 en plein air, davanti al soggetto naturale, all'aria aperta - costituisce certamente uno dei primissimi esempi. L'opera, malgrado la popolarità di cui gode oggi, quando fu inviata per il Salon del 1869 fu rifiutata dai giurati, turbati da delle tonalità così chiare e luminose, del tutto dissimili dai toni bui promossi dalle codificazioni accademiche: «Il pubblico che aveva fatto la bocca ai pastelli dai colori bituminosi preparati dai capocuochi delle scuole e delle accademie, era disgustato da questo tipo di pittura chiara» scrisse, sdegnato, il critico Félix Fénéon. Dal 1986 La gazza è esposta presso il museo d'Orsay di Parigi.
La neve, in effetti, era un fenomeno atmosferico che affascinava enormemente Monet, in quanto è in grado di intervenire in maniera repentina su una topografia che si pensa essere familiare modificandone profondamente la consistenza e la luminosità. In La gazza è raffigurato un angolo di campagna della cittadina normanna di Étretat immerso nell'imperturbabile silenzio di un mattino invernale. Non vi è nulla di retorico, nulla di sentimentalmente romantico in questa raffigurazione. Il soggetto, anzi, è semplice e potrebbe sembrare quasi banale: si tratta di una gazza nera di piccole dimensioni appollaiata su una staccionata di legno, quasi come se fosse una nota su un pentagramma musicale. Tutto il paesaggio è sepolto sotto una delicata coltre di neve candida e cristallina: in questo contesto dormiente, quasi surreale, dove tutto è pacato, tranquillo, privo di teatralità, la gazza è l'unico essere vivente. Il gelo, infatti, ha con tutta probabilità spaventato e intirizzito gli umani, i quali per rifuggire le temperature fredde si sono quasi certamente rinchiusi nella casa a destra sullo sfondo, magari davanti al bel fuoco di un caminetto.
Questo dipinto oscilla incessantemente tra le abitudini artistiche della tradizione e le nuovissime novità impressioniste. Sebbene non frizioni l'atmosfera in colpi di luce o di colore improvvisi, come avverrà nei dipinti della sua tarda maturità, La gazza racchiude già molte delle peculiarità stilistiche che renderanno Monet celebre nella storia dell'arte. Il candore ovattato e madreperlaceo di questo paesaggio, infatti, è frutto di un'accorta condotta en plein air, finalizzata a cogliere sur le motif la brillantezza del soggetto da rappresentare, impossibile da intendere nel chiuso degli atelier, comodi ma anonimi. La tela, tuttavia, non è stata realizzata au premier coup, cioè al primo colpo, in una sola seduta: Monet, infatti, ha preferito adottare tutte quelle accortezze tecniche di finitura utili per rendere l'opera fruibile anche negli ambienti chiusi, come le sale di esposizione. Siamo dunque davanti «a un'opera curata, che rappresenta un momento di profonda meditazione, in Monet, tra effetto-impressione e quadro finito, tra le vibrazioni del momentaneo e dell’istante e le sensazioni più stabili e luministicamente compensate di una pittura più vicina a quella della tradizione» (StileArte). Ciò, tuttavia, non compromette le qualità cromatiche e luministiche della tela: si osservi, a titolo di esempio, la neve, fatta intridere da Monet di valori atmosferici secondo regole difficili da codificare, con il suo bianco – in realtà inesistente – composto da un’integrazione e sovrapposizione di numerosissime tinte. Sono le celebri «ombre colorate» utilizzate dagli Impressionisti, e da Monet in particolare, per trascrivere la realtà con vibrante verità (per maggiori informazioni si invita alla consultazione del paragrafo Claude Monet § Stile). Alcune ombre, infatti, sono tinte di un piacevole azzurro perlaceo, a suggerire la compressione dovuta al calpestio, mentre le zone nelle quali più si concentra la luce mattutina sono individuate da ombre leggermente aranciate. Le ombre di destra, invece, mirano verso una miscela di rossi, grigi e blu sapientemente calibrata, in grado di rendere la profondità spaziale ed il carattere soffice e materico del precipitato nevoso.